# Aston Cantlow
Aston Cantlow – wieś w Anglii, w hrabstwie Warwickshire, w dystrykcie Stratford-on-Avon. Leży 15 km na zachód od miasta Warwick i 141 km na północny zachód od Londynu. Miejscowość liczy 1674 mieszkańców.